# Aleurocanthus
Genre
Aleurocanthus est un genre d'insectes hémiptères de la famille des Aleyrodidae.

## Liste d'espèces
Selon Catalogue of Life (16 oct. 2013) :
- Aleurocanthus arecae
- Aleurocanthus ayyari
- Aleurocanthus bambusae
- Aleurocanthus bangalorensis
- Aleurocanthus banksiae
- Aleurocanthus brevispinosus
- Aleurocanthus calophylli
- Aleurocanthus ceracroceus
- Aleurocanthus cheni
- Aleurocanthus chiengmaiensis
- Aleurocanthus cinnamomi
- Aleurocanthus citriperdus
- Aleurocanthus clitoriae
- Aleurocanthus cocois
- Aleurocanthus corbetti
- Aleurocanthus davidi
- Aleurocanthus delottoi
- Aleurocanthus dissimilis
- Aleurocanthus esakii
- Aleurocanthus eugeniae
- Aleurocanthus euphorbiae
- Aleurocanthus ficicola
- Aleurocanthus firmianae
- Aleurocanthus froggatti
- Aleurocanthus gateri
- Aleurocanthus goaensis
- Aleurocanthus gordoniae
- Aleurocanthus gymnosporiae
- Aleurocanthus hibisci
- Aleurocanthus hirsutus
- Aleurocanthus husaini
- Aleurocanthus imperialis
- Aleurocanthus inceratus
- Aleurocanthus indicus
- Aleurocanthus ixorae
- Aleurocanthus leptadeniae
- Aleurocanthus lobulatus
- Aleurocanthus longispinus
- Aleurocanthus loyolae
- Aleurocanthus luteus
- Aleurocanthus mackenziei
- Aleurocanthus mangiferae
- Aleurocanthus martini
- Aleurocanthus marudamalaiensis
- Aleurocanthus mayumbensis
- Aleurocanthus multispinosus
- Aleurocanthus musae
- Aleurocanthus mvoutiensis
- Aleurocanthus niger
- Aleurocanthus nigricans
- Aleurocanthus nudus
- Aleurocanthus palauensis
- Aleurocanthus papuanus
- Aleurocanthus pendleburyi
- Aleurocanthus piperis
- Aleurocanthus regis
- Aleurocanthus rugosa
- Aleurocanthus russellae
- Aleurocanthus satyanarayani
- Aleurocanthus serratus
- Aleurocanthus seshadrii
- Aleurocanthus shillongensis
- Aleurocanthus siamensis
- Aleurocanthus singhi
- Aleurocanthus spiniferus
- Aleurocanthus spinithorax
- Aleurocanthus spinosus
- Aleurocanthus splendens
- Aleurocanthus strychnosicola
- Aleurocanthus t-signatus
- Aleurocanthus terminaliae
- Aleurocanthus trispina
- Aleurocanthus valenciae
- Aleurocanthus valparaiensis
- Aleurocanthus vindhyachali
- Aleurocanthus voeltzkowi
- Aleurocanthus woglumi
- Aleurocanthus zizyphi

Selon NCBI (16 oct. 2013) :
- Aleurocanthus camelliae
- Aleurocanthus citriperdus
- Aleurocanthus inceratus
- Aleurocanthus spiniferus
- Aleurocanthus woglumi